# Coracina papuensis
Coracina papuensis é uma espécie de ave da família Campephagidae.
Pode ser encontrada nos seguintes países: Austrália, Indonésia, Papua-Nova Guiné e Ilhas Salomão.
Os seus habitats naturais são: florestas subtropicais ou tropicais húmidas de baixa altitude, florestas de mangal tropicais ou subtropicais e regiões subtropicais ou tropicais húmidas de alta altitude.